# Kontrollfreak
Kontrollfreak ist die umgangssprachlich abwertende Bezeichnung für eine Person, die versucht, alles um sich herum zu kontrollieren. Der später eingedeutschte englische Ausdruck „Control Freak“ wurde erstmals in den späten 1960er Jahren benutzt, einer Zeit, in der viel Wert darauf gelegt wurde, dass Kontrollkämpfe und Fremdbestimmung zu vermeiden seien.

## Verletzbarkeit als Ursache
Kontrollfreaks können wie Perfektionisten als Menschen gesehen werden, die ihre innere Verletzbarkeit schützen wollen. Mitunter steckt dahinter die Überzeugung, durch Dominanz und Kontrolle ein erneutes Durchleben von Ängsten aus der Kindheit vermeiden zu können. Ein solcher Mensch versucht, seinen Willen durch gutes Zureden, Betteln und Druck durchzusetzen, denn er erträgt es nicht, sich selbst an andere anzupassen. Wird dieses Handlungsmuster durchbrochen, erfährt der Kontrollfreak ein schmerzhaftes Gefühl der Ohnmacht, was ihn wiederum in seinen Gewohnheiten bestätigt.
Zwischen Kontrollfreaks und Co-Abhängigen werden Ähnlichkeiten vermutet, da auch letztere eine tiefverwurzelte Angst vor dem Verlassenwerden spüren, die zu exzessivem Kontroll- und Dominanzstreben führen gegenüber jenen, die sich anscheinend nicht selbst kontrollieren können.

## Der Kontrollfreak in der Arbeitswelt
Als Führungskraft neigt der Kontrollfreak dazu, Untergebene öffentlich zu ermahnen. Allgemein besteht der Kontrollfreak darauf, dass Dinge auf ganz bestimmte Weise erledigt werden. Mitunter betrachtet er sein beständiges Intervenieren als segensreich und notwendig in der Annahme, dass andere unfähig seien, Dinge richtig zu tun. Betont hierarchische Strukturen begünstigen sein Verhalten.